# Hockey su prato ai Giochi della XXIX Olimpiade
Il torneo di hockey su prato dei Giochi olimpici di Pechino 2008 si sono svolti all'Olympic Green Hockey Field di Pechino fra il 10 e il 23 agosto.

## Formula
12 squadre hanno gareggiato sia nel torneo maschile sia in quello femminile e le squadre erano inizialmente inserite in due gironi composti da 6 squadre ciascuno in cui ogni squadra affrontava le altre appartenenti allo stesso girone. Le prime due di ogni gruppo sono passate alle semifinali del torneo, in cui le perdenti hanno giocato la finale 3º-4º posto che assegnò la medaglia di bronzo mentre le vincenti si qualificharano alla finale del torneo che assegnerò la medaglia d'oro e la medaglia d'argento.

## Squadre partecipanti

### Uomini
I gironi sono stati elaborati il 18 aprile 2008 sulla base del ranking mondiale.
Girone A
- Belgio
- Cina
- Germania
- Corea del Sud
- Nuova Zelanda
- Spagna

Girone B
- Australia
- Canada
- Gran Bretagna
- Paesi Bassi
- Pakistan
- Sudafrica

### Donne
I gironi sono stati elaborati il 5 maggio 2008 sulla base del ranking mondiale.
Girone A
- Australia
- Cina
- Corea del Sud
- Paesi Bassi
- Sudafrica
- Spagna

Girone B
- Argentina
- Germania
- Gran Bretagna
- Giappone
- Nuova Zelanda
- Stati Uniti

## Calendario
| Uomini |     | 1°T |     | 1°T |     | 1°T |     | 1°T |     | 1°T |    | SF |        | Finale | 1 |
| Donne  | 1°T |     | 1°T |     | 1°T |     | 1°T |     | 1°T |     | SF |    | Finale |        | 1 |
| Totale |     |     |     |     |     |     |     |     |     |     |    |    | 1      | 1      | 2 |

|  | Qualificazioni |  | FINALI |

## Podi

### Uomini
| Evento                              | Oro | Argento | Bronzo |
| Hockey su prato maschile (dettagli) | Germania Philip Witte, Maximilian Müller, Sebastian Biederlack, Carlos Nevado, Moritz Fürste, Tobias Hauke, Tibor Weißenborn, Benjamin Wess, Niklas Meinert, Timo Weß, Oliver Korn, Christopher Zeller, Max Weinhold, Matthias Witthaus, Florian Keller, Philipp Zeller, Christian Schulte, Jan-Marco Montag | Spagna Francisco Cortes, Santi Freixa, Francisco Fábregas, Víctor Sojo, Alexandre Fabregas, Pablo Amat, Eduard Tubau, Roc Oliva, Juan Fernández, Ramón Alegre, Xavier Ribas, Albert Sala, Rodrigo Garza, Sergi Enrique, Eduard Arbos, David Alegre, Franc Dinares, Xavier Castillano | Australia Jamie Dwyer, Liam de Young, Robert Hammond, Mark Knowles, Eddie Ockenden, David Guest, Luke Doerner, Grant Schubert, Bevan George, Stephen Lambert, Eli Matheson, Matthew Wells, Travis Brooks, Kiel Brown, Fergus Kavanagh, Des Abbott, Andrew Smith, Stephen Mowlam |

### Donne
| Evento                               | Oro | Argento | Bronzo |
| Hockey su prato femminile (dettagli) | Paesi Bassi Maartje Goderie, Maartje Paumen, Naomi van As, Minke Smabers, Marilyn Agliotti, Minke Booij, Wieke Dijkstra, Sophie Polkamp, Ellen Hoog, Lidewij Welten, Lisanne de Roever, Miek van Geenhuizen, Eva de Goede, Janneke Schopman, Eefke Mulder, Fatima Moreira de Melo | Cina Ren Ye, Zhang Yimeng, Gao Lihua, Chen Qiuqi, Zhao Yudiao, Li Hongxia, Cheng Hui, Tang Chunling, Zhou Wanfeng, Ma Yibo, Fu Baorong, Pan Fengzhen, Huang Junxia, Song Qungling, Li Shuang, Chen Zhaoxia | Argentina Paola Vukojicic, Belén Succi, Magdalena Aicega, Mercedes Margalot, Mariana Rossi, Noel Barrionuevo, Giselle Kañevsky, Claudia Burkart, Luciana Aymar, Mariné Russo, Mariana González Oliva, Soledad García, Alejandra Gulla, María de la Paz Hernández, Carla Rebecchi, Rosario Luchetti |

## Medagliere
| Posizione | Paese       |   |   |   | Totale |
| --------- | ----------- | - | - | - | ------ |
| 1         | Germania    | 1 | 0 | 0 | 1      |
| 1         | Paesi Bassi | 1 | 0 | 0 | 1      |
| 3         | Cina        | 0 | 1 | 0 | 1      |
| 3         | Spagna      | 0 | 1 | 0 | 1      |
| 5         | Argentina   | 0 | 0 | 1 | 1      |
| 5         | Australia   | 0 | 0 | 1 | 1      |
| Totale    | Totale      | 2 | 2 | 2 | 6      |